# Torgny Mogren
Nils Arne Torgny Mogren (ur. 26 lipca 1963 r. w Hällefors) – szwedzki biegacz narciarski, złoty medalista olimpijski, dziewięciokrotny medalista mistrzostw świata, a także zdobywca Pucharu Świata.

## Kariera
Jego olimpijskim debiutem były igrzyska w Sarajewie. W swoim najlepszym starcie, w biegu na 15 km techniką klasyczną zajął 22. miejsce. Cztery lata później, podczas igrzysk olimpijskich w Calgary osiągnął swój największy sukces olimpijski zdobywając wraz z Janem Ottossonem, Thomasem Wassbergiem i Gunde Svanem złoty medal w sztafecie 4 × 10 km. Jego najlepszym indywidualnym wynikiem na tych igrzyskach było 11. miejsce w biegu na 30 km stylem klasycznym. Na igrzyskach w Albertville wraz z kolegami zajął 4. miejsce w sztafecie, a indywidualnie jego największym osiągnięciem było 5. miejsce w biegu pościgowym. Jest to najlepszy indywidualny wynik Mogrena w historii jego startów na igrzyskach. Startował także na igrzyskach olimpijskich w Lillehammer, gdzie plasował się w trzeciej dziesiątce oraz na igrzyskach w Nagano, gdzie zdołał zająć jedynie 34. miejsce w biegu na 50 km techniką dowolną.
W 1985 r. zadebiutował na mistrzostwach świata biorąc udział w mistrzostwach w Seefeld. Tam w swoim najlepszym starcie zajął 6. miejsce na dystansie 50 km techniką klasyczną. Pierwsze sukcesy osiągnął na mistrzostwach świata w Oberstdorfie, gdzie wraz z Erikiem Östlundem, Gunde Svanem i Thomasem Wassbergiem zdobył złoty medal w sztafecie. Ponadto na tych samych mistrzostwach zdobył także brązowy medal w biegu na 50 km techniką dowolną. Osiągnięcia te poprawił podczas mistrzostw świata w Lahti w 1989 r. Zdobył tam kolejne złoto w sztafecie, a także srebrne medale w biegach na 15 i 50 km techniką dowolną, w których lepszy okazał się jego rodak Gunde Svan. Na mistrzostwach świata w Val di Fiemme zdobył kolejne trzy medale, po jednym z każdego koloru. Złoto zdobył w biegu na 50 km stylem dowolnym, srebro w sztafecie, a brązowy medal wywalczył w biegu na 10 km stylem klasycznym, w którym wyprzedzili go tylko Norweg Terje Langli i Christer Majbäck ze Szwecji. Swój dorobek medalowy powiększył podczas mistrzostw świata w Falun, gdzie zdobył złoty medal na dystansie 50 km techniką dowolną. Z mistrzostw w Thunder Bay oraz mistrzostw w Trondheim nie przywiózł już żadnego medalu, a w czołowej dziesiątce plasował się tylko w biegach na 50 km (zajął odpowiednio 7 i 8 miejsca).
Najlepsze wyniki osiągnął w sezonie 1986/1987, kiedy to triumfował w klasyfikacji generalnej. Ponadto w sezonach 1985/1986, 1987/1988 i 1990/1991 był drugi, a w sezonie 1988/1989 trzeci w klasyfikacji generalnej. Łącznie 37 razy stawał na podium zawodów Pucharu Świata, w tym 13 razy zwyciężał. W 1998 r. zakończył karierę.
W latach 1982–1983 Torgny Mogren odbywał służbę wojskową w pułku Jämtlands fältjägarregemente stacjonującym w Östersund. W tym samym czasie razem z nim służbę odbywał inny utytułowany szwedzki biegacz narciarski Gunde Svan.
W 1993 r. Mogren otrzymał szwedzką nagrodę Svenska Dagbladets guldmedalj, w tym samym roku został także wybrany najlepszym sportowcem Szwecji. Obecnie wraz z żoną Cecilią mieszka w Mora, gdzie pracuje w klubie Mora IK.

## Osiągnięcia

### Igrzyska olimpijskie
| Miejsce | Dzień     | Rok  | Miejscowość | Konkurencja             | Czas biegu | Strata   | Zwycięzca            |
| ------- | --------- | ---- | ----------- | ----------------------- | ---------- | -------- | -------------------- |
| 23.     | 10 lutego | 1984 | Sarajewo    | 30 km stylem klasycznym | 1:28:56,3  | +4:55,7  | Nikołaj Zimiatow     |
| 22.     | 13 lutego | 1984 | Sarajewo    | 15 km stylem klasycznym | 41:25,6    | +2:13,8  | Gunde Svan           |
| 11.     | 15 lutego | 1988 | Calgary     | 30 km stylem klasycznym | 1:24:26,3  | +3:19,4  | Aleksiej Prokurorow  |
| 24.     | 19 lutego | 1988 | Calgary     | 15 km stylem klasycznym | 41:18,9    | +2:53,2  | Michaił Diewiatjarow |
| 1.      | 22 lutego | 1988 | Calgary     | Sztafeta 4 × 10 km      | 1:43:58,6  | -        | -                    |
| 28.     | 27 lutego | 1988 | Calgary     | 50 km stylem klasycznym | 2:04:30,9  | +7:49,3  | Gunde Svan           |
| 9.      | 13 lutego | 1992 | Albertville | 10 km stylem klasycznym | 27:36,0    | +1:01,8  | Vegard Ulvang        |
| 8.      | 15 lutego | 1992 | Albertville | 10+15 km pościgowy      | 1:05:37,9  | +59,5    | Bjørn Dæhlie         |
| 4.      | 18 lutego | 1992 | Albertville | Sztafeta 4 × 10 km      | 1:39:26,0  | +1:57,1  | Norwegia             |
| 12.     | 22 lutego | 1992 | Albertville | 50 km stylem dowolnym   | 2:03:41,5  | +6:48,4  | Bjørn Dæhlie         |
| 24.     | 14 lutego | 1994 | Lillehammer | 30 km stylem dowolnym   | 1:12:26,4  | +6:14,9  | Thomas Alsgaard      |
| 27.     | 17 lutego | 1994 | Lillehammer | 10 km stylem klasycznym | 24:20,1    | +2:01,6  | Bjørn Dæhlie         |
| 34.     | 22 lutego | 1998 | Nagano      | 50 km stylem dowolnym   | 2:05:08,2  | +12:20,6 | Bjørn Dæhlie         |

### Mistrzostwa świata
| Miejsce | Dzień       | Rok  | Miejscowość   | Konkurencja             | Czas biegu | Strata  | Zwycięzca                     |
| ------- | ----------- | ---- | ------------- | ----------------------- | ---------- | ------- | ----------------------------- |
| 11.     | 18 stycznia | 1985 | Seefeld       | 30 km stylem klasycznym | 1:18:24,1  | +2:27,2 | Gunde Svan                    |
| 20.     | 22 stycznia | 1985 | Seefeld       | 15 km stylem klasycznym | 40:42,7    | +2:41,8 | Kari Härkönen                 |
| 6.      | 27 stycznia | 1985 | Seefeld       | 50 km stylem klasycznym | 2:10:49,9  | +2:45,0 | Gunde Svan                    |
| 18.     | 12 lutego   | 1987 | Oberstdorf    | 30 km stylem klasycznym | 1:24:30,1  | +7:04,1 | Gunde Svan                    |
| 1.      | 17 lutego   | 1987 | Oberstdorf    | Sztafeta 4 × 10 km      | 1:38:04,6  | -       | -                             |
| 3.      | 21 lutego   | 1987 | Oberstdorf    | 50 km stylem dowolnym   | 2:11:27,2  | +1:23,9 | Maurilio De Zolt              |
| 9.      | 18 lutego   | 1989 | Lahti         | 30 km stylem klasycznym | 1:24:56,9  | +1:41,2 | Władimir Smirnow              |
| 2.      | 20 lutego   | 1989 | Lahti         | 15 km stylem dowolnym   | 40:39,6    | +23,3   | Gunde Svan                    |
| 1.      | 24 lutego   | 1989 | Lahti         | Sztafeta 4 × 10 km      | 1:40:12,3  | -       | -                             |
| 2.      | 26 lutego   | 1989 | Lahti         | 50 km stylem dowolnym   | 2:15:24,9  | +44,3   | Gunde Svan                    |
| 8.      | 9 lutego    | 1991 | Val di Fiemme | 15 km stylem dowolnym   | 36:57,2    | +1:02,4 | Bjørn Dæhlie                  |
| 3.      | 11 lutego   | 1991 | Val di Fiemme | 10 km stylem klasycznym | 25:55,0    | +6,5    | Terje Langli                  |
| 2.      | 15 lutego   | 1991 | Val di Fiemme | Sztafeta 4 × 10 km      | 1:39:47,3  | +1:51,8 | Norwegia                      |
| 1.      | 17 lutego   | 1991 | Val di Fiemme | 50 km stylem dowolnym   | 2:03:31,6  | -       | -                             |
| 14.     | 20 lutego   | 1993 | Falun         | 30 km stylem klasycznym | 1:17:33,6  | +2:02,6 | Bjørn Dæhlie                  |
| 8.      | 22 lutego   | 1993 | Falun         | 10 km stylem klasycznym | 24:51,6    | +37,5   | Sture Sivertsen               |
| 6.      | 24 lutego   | 1993 | Falun         | 10+15 km pościgowy      | 1:01:45,0  | +1:40,9 | Bjørn Dæhlie Władimir Smirnow |
| 6.      | 26 lutego   | 1993 | Falun         | Sztafeta 4 × 10 km      | 1:44:14,9  | +3:08,1 | Norwegia                      |
| 1.      | 28 lutego   | 1993 | Falun         | 50 km stylem dowolnym   | 2:03:36,8  | -       | -                             |
| 38.     | 11 marca    | 1995 | Thunder Bay   | 10 km stylem klasycznym | 24:52,3    | +2:32,5 | Władimir Smirnow              |
| 22.     | 13 marca    | 1995 | Thunder Bay   | 10+15 km pościgowy      | 1:06:19,5  | +2:21,7 | Władimir Smirnow              |
| 5.      | 17 marca    | 1995 | Thunder Bay   | Sztafeta 4 × 10 km      | 1:34:27,1  | +2:02,0 | Norwegia                      |
| 7.      | 19 marca    | 1995 | Thunder Bay   | 50 km stylem dowolnym   | 1:56:36,0  | +3:07,7 | Silvio Fauner                 |
| 12.     | 21 lutego   | 1997 | Trondheim     | 30 km stylem dowolnym   | 1:06:28,2  | +1:59,1 | Aleksiej Prokurorow           |
| 5.      | 28 lutego   | 1997 | Trondheim     | Sztafeta 4 × 10 km      | 1:37:06,1  | +3:37,0 | Norwegia                      |
| 8.      | 2 marca     | 1997 | Trondheim     | 50 km stylem klasycznym | 2:16:37,5  | +5:20,3 | Mika Myllylä                  |

### Puchar Świata

#### Miejsca w klasyfikacji generalnej
- sezon 1983/1984: 18.
- sezon 1984/1985: 6.
- sezon 1985/1986: 2.
- sezon 1986/1987: 1.
- sezon 1987/1988: 2.
- sezon 1988/1989: 3.
- sezon 1989/1990: 6.
- sezon 1990/1991: 2.
- sezon 1991/1992: 5.
- sezon 1992/1993: 4.
- sezon 1993/1994: 8.
- sezon 1994/1995: 9.
- sezon 1995/1996: 9.
- sezon 1996/1997: 19.
- sezon 1997/1998: 16.

#### Zwycięstwa w zawodach
| Nr  | Dzień       | Rok  | Miejscowość   | Konkurencja          | Czas biegu  |
| --- | ----------- | ---- | ------------- | -------------------- | ----------- |
| 1.  | 19 marca    | 1986 | Bohinj        | 5 km st. dowolnym    | ?           |
| 2.  | 2 marca     | 1986 | Lahti         | 15 km st. dowolnym   | ?           |
| 3.  | 14 marca    | 1987 | Kawgołowo     | 15 km st. klasycznym | ?           |
| 4.  | 12 grudnia  | 1987 | La Clusaz     | 15 km st. dowolnym   | ?           |
| 5.  | 15 grudnia  | 1987 | Castelrotto   | 30 km st. dowolnym   | ?           |
| 6.  | 15 stycznia | 1988 | Štrbské Pleso | 15 km st. dowolnym   | ?           |
| 7.  | 10 grudnia  | 1988 | Ramsau        | 15 km st. dowolnym   | ?           |
| 8.  | 9 grudnia   | 1990 | Tauplitzalm   | 10+15 km pościgowy   | ?           |
| 9.  | 17 lutego   | 1991 | Val di Fiemme | 50 km st. dowolnym   | 2:03:31.6 h |
| 10. | 7 marca     | 1992 | Funäsdalen    | 30 km st. dowolnym   | 1:10:03.3 h |
| 11. | 28 lutego   | 1993 | Falun         | 50 km st. dowolnym   | 2:03:36.8 h |
| 12. | 6 marca     | 1993 | Lahti         | 30 km st. dowolnym   | 1:21:14.2 h |
| 13. | 20 grudnia  | 1994 | Sappada       | 10 km st. dowolnym   | 26:04.7 min |

#### Miejsca na podium
| Nr  | Dzień       | Rok  | Miejscowość    | Konkurencja          | Czas biegu  | Strata      | Pozycja | Zwycięzca           |
| --- | ----------- | ---- | -------------- | -------------------- | ----------- | ----------- | ------- | ------------------- |
| 1.  | 19 marca    | 1986 | Bohinj         | 5 km st. dowolnym    | ?           | -           | 1       | -                   |
| 2.  | 2 marca     | 1986 | Lahti          | 15 km st. dowolnym   | ?           | -           | 1       | -                   |
| 3.  | 14 marca    | 1986 | Oslo           | 50 km st. klasycznym | ?           | ?           | 2       | Gunde Svan          |
| 4.  | 13 grudnia  | 1986 | Cogne          | 15 km st. dowolnym   | ?           | ?           | 2       | Gunde Svan          |
| 5.  | 10 stycznia | 1987 | Calgary        | 15 km st. klasycznym | ?           | ?           | 2       | Harri Kirvesniemi   |
| 6.  | 21 lutego   | 1987 | Oberstdorf     | 50 km st. dowolnym   | 2:11:27.2 h | +1:23.9 min | 3       | Maurilio De Zolt    |
| 7.  | 1 marca     | 1987 | Lahti          | 30 km st. dowolnym   | ?           | ?           | 2       | Aleksiej Prokurorow |
| 8.  | 7 marca     | 1987 | Falun          | 30 km st. dowolnym   | ?           | ?           | 3       | Pierre Harvey       |
| 9.  | 14 marca    | 1987 | Kawgołowo      | 15 km st. klasycznym | ?           | -           | 1       | -                   |
| 10. | 12 grudnia  | 1987 | La Clusaz      | 15 km st. dowolnym   | ?           | -           | 1       | -                   |
| 11. | 15 grudnia  | 1987 | Castelrotto    | 30 km st. dowolnym   | ?           | -           | 1       | -                   |
| 12. | 15 stycznia | 1988 | Štrbské Pleso  | 15 km st. dowolnym   | ?           | -           | 1       | -                   |
| 13. | 10 grudnia  | 1988 | Ramsau         | 15 km st. dowolnym   | ?           | -           | 1       | -                   |
| 14. | 14 grudnia  | 1988 | Bohinj         | 30 km st. dowolnym   | ?           | ?           | 2       | Gunde Svan          |
| 15. | 17 grudnia  | 1988 | Val di Sole    | 15 km łączony        | ?           | ?           | 2       | Gunde Svan          |
| 16. | 20 lutego   | 1989 | Lahti          | 15 km st. dowolnym   | 40:39.6 min | +23.3 s     | 2       | Gunde Svan          |
| 17. | 23 lutego   | 1989 | Lahti          | 50 km st. dowolnym   | 2:15:24.9 h | +44.3 s     | 2       | Gunde Svan          |
| 18. | 4 marca     | 1989 | Oslo           | 50 km st. dowolnym   | ?           | ?           | 3       | Vegard Ulvang       |
| 19. | 11 marca    | 1989 | Falun          | 30 km st. dowolnym   | ?           | ?           | 2       | Lars Håland         |
| 20. | 13 stycznia | 1990 | Moskwa         | 30 km st. dowolnym   | ?           | ?           | 3       | Gunde Svan          |
| 21. | 17 lutego   | 1990 | Campra         | 15 km st. dowolnym   | ?           | ?           | 3       | Bjørn Dæhlie        |
| 22. | 25 lutego   | 1990 | Reit im Winkl  | 30 km st. dowolnym   | ?           | ?           | 2       | Władimir Smirnow    |
| 23. | 17 marca    | 1990 | Vang           | 50 km st. dowolnym   | ?           | ?           | 2       | Gunde Svan          |
| 24. | 9 grudnia   | 1990 | Tauplitzalm    | 10+15 km pościgowy   | ?           | -           | 1       | -                   |
| 25. | 19 grudnia  | 1990 | Les Saisies    | 30 km st. klasycznym | ?           | ?           | 2       | Władimir Smirnow    |
| 26. | 11 lutego   | 1991 | Val di Fiemme  | 10 km st. klasycznym | 25:55.0 min | +6.5 s      | 3       | Terje Langli        |
| 27. | 17 lutego   | 1991 | Val di Fiemme  | 50 km st. dowolnym   | 2:03:31.6 h | -           | 1       | -                   |
| 28. | 9 marca     | 1991 | Falun          | 30 km st. dowolnym   | ?           | ?           | 2       | Henrik Forsberg     |
| 29. | 11 stycznia | 1992 | Cogne          | 15 km st. dowolnym   | 41:18.5     | +43.7 s     | 2       | Bjørn Dæhlie        |
| 30. | 7 marca     | 1992 | Funäsdalen     | 30 km st. dowolnym   | 1:10:03.3 h | -           | 1       | -                   |
| 31. | 3 stycznia  | 1993 | Kawgołowo      | 30 km st. klasycznym | 1:24:39.4 h | +1:16.2 min | 3       | Bjørn Dæhlie        |
| 32. | 16 stycznia | 1993 | Bohinj         | 15 km st. dowolnym   | 34:49.6 min | +8.6 s      | 2       | Władimir Smirnow    |
| 33. | 28 lutego   | 1993 | Falun          | 50 km st. dowolnym   | 2:03:36.8 h | -           | 1       | -                   |
| 34. | 6 marca     | 1993 | Lahti          | 30 km st. dowolnym   | 1:21:14.2 h | -           | 1       | -                   |
| 35. | 11 grudnia  | 1993 | Santa Caterina | 30 km st. klasycznym | 1:22:50.9 h | +42.9 s     | 2       | Władimir Smirnow    |
| 36. | 18 grudnia  | 1993 | Davos          | 15 km st. dowolnym   | 36:28.8 min | +20.2 s     | 3       | Bjørn Dæhlie        |
| 37. | 20 grudnia  | 1994 | Sappada        | 10 km st. dowolnym   | 26:04.7 min | -           | 1       | -                   |